# Alexander Spengler

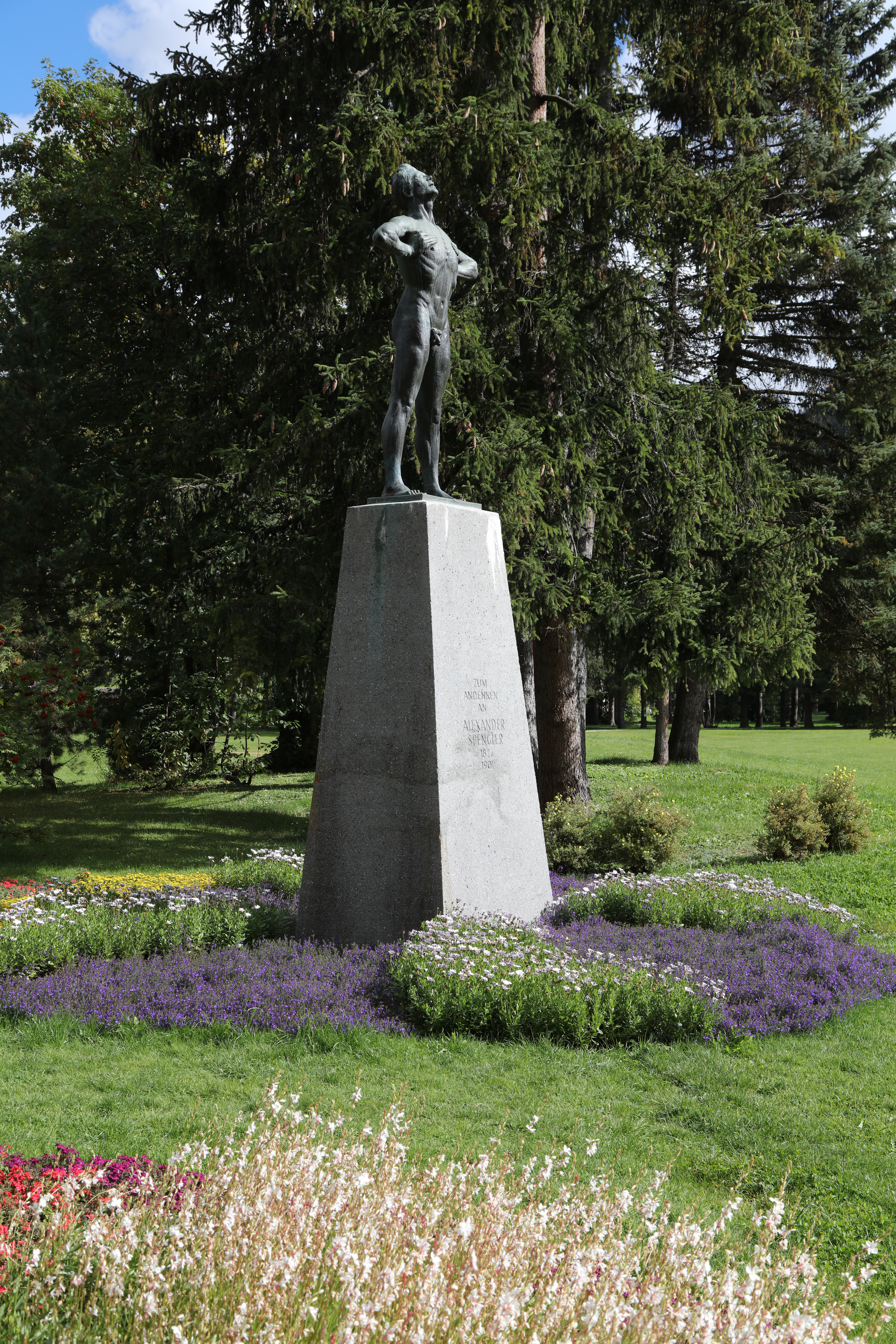
Denkmal für Alexander Spengler im Kurgarten Davos

Alexander Spengler (* 20. März 1827 in Mannheim; † 11. Januar 1901 in Davos) war ein deutsch-schweizerischer Mediziner, der aus politischen Gründen in die Schweiz emigrierte und nach seiner Ausbürgerung in Baden die Schweizer Nationalität annahm.

## Leben
Spengler wurde als ältester Sohn von Johann Philipp Spengler, einem Hauptlehrer an der Höheren Töchterschule in Mannheim, geboren.
Ab Herbst 1846 studierte er an der Ruprecht-Karls-Universität Heidelberg fünf Semester Rechtswissenschaft. 1847 wurde er Mitglied des Corps Suevia Heidelberg. 
Am 11. Juli 1848 wurde der Heidelberger Demokratische Studentenverein verboten, worauf die Studenten aus Protest Heidelberg verließen und sich für einige Tage im pfälzischen Neustadt aufhielten. «Spengler galt als einer der Führer der „aufständischen Akademiker“.» Er war mit Adolph Hirsch und Adolf Böhringer einer der Anführer.  Spengler wurde zum Militär eingezogen und bei Beginn des Maiaufstand 1849 von den Soldaten des 4. badischen Infanterieregiments als Leutnant gewählt.
Im Maiaufstand 1849 wurde er einer der Adjutanten des Oberbefehlshabers der badischen Revolutionsarmee, Ludwik Mierosławski, und nahm an verschiedenen Gefechten auf Seite der revolutionären Truppen teil. In den letzten Tagen wurde er in den Stab von General Franz Sigel berufen. Nach der Niederlage der Aufständischen floh er über die Schweizer Grenze bei Säckingen, um der Verhaftung zu entgehen. Er gehörte zur Minderheit der politischen Flüchtlinge, die in der Schweiz verbleiben durfte. Am 27. Mai 1850 wurde ihm wegen „beharrlicher Landflüchtigkeit“ die badische Staatsbürgerschaft aberkannt.

„Ein steckbrieflich gesuchter Radikaler war dieser Spengler, ein militanter deutscher Vaterlandsverräter, Hungerleider obendrein, der sich nach dem endgültigen Scheitern der europäischen Demokratiebewegung 1849 nur mit knapper Not über die Grenze retten konnte …das war der Mann, der den Höhenluftkurort Davos begründen sollte.“

Spengler studierte an der Universität Zürich Medizin. 1853 bestand er sein Examen und begab sich auf Stellensuche. Am 10. November 1853 schloss er einen Vertrag mit der Landschaft Davos als „Landschaftsarzt“, damals ein offizieller Titel. Er erhielt 600 Franken im Jahr Wartgeld und für jeden Krankenbesuch bei Tag 85 Rappen, in der Nacht das Doppelte. Davos zeigte sich hocherfreut, wieder einen Arzt zu haben: In den vergangenen Jahrzehnten war die Stelle immer nur unregelmäßig besetzt; die Landschaft entschloss sich sogar zur Einführung einer besonderen Steuer, um das Gehalt Spenglers berappen zu können.

„Der Anfang ist hart gewesen. Bei Wind und Wetter stundenlang zu Fuß oder zu Pferd durch das Hochtal; die Einheimischen verstehen seinen badisch-kurpfälzischen Dialekt nicht; auch fehlt ihm die anregende Atmosphäre von Mannheim, Heidelberg oder Zürich.“

Der junge Arzt verliebte sich in Elisabeth Ambühl und wollte sie heiraten. Sie war die Tochter von Andreas Ambühl, einem in Sankt Petersburg reich gewordenen Konditor und Zuckerbäcker aus Davos. Dazu war ein „Heimathsschein“ notwendig. Der Grosse Rat bestätigte im Juni 1855 seine Einbürgerung. Das erforderliche Vermögen von 2000 Franken konnte Spengler nicht vorweisen. Hier ließ sich der Rat überzeugen, dass einem Arzt das gewiss schon bald gelingen werde; Spengler sei jedenfalls eine „schätzenswerte Acquisition für hiesigen Kanton“. Erst 1861 wurde er amnestiert und konnte zum ersten Mal wieder Deutschland besuchen. Er beantragte aber nie mehr die deutsche Staatsbürgerschaft wieder zu erwerben.

Davos in den 1860er Jahren

Hotel Strela. Hier stiegen 1865 die beiden ersten Winterkurgäste ab. Nur hier gab es beheizbare Fremdenzimmer

Curhaus Spengler-Holsboer 1871

Curhaus W. J. Holsboer 1878

Curhaus W. J. Holsboer mit Promenade, undatiert

Curhaus W. J. Holsboer mit Promenade, undatiert

Die Rhätische Bahn bringt die Kurgäste seit 1890 nach Davos

Das Sanatorium Schatzalp kurz nach der Eröffnung 1900

Davos mit der Schatzalpbahn kurz nach der Eröffnung 1900

Am 8. Juli 1855 heiratete Spengler Elisabeth Ambühl. Sie hatten zwei Söhne, Lucius Johann Alexander Spengler und Carl Rudolf Spengler sowie drei Töchter, Ida Amalie Charlotte Peters geb. Spengler (1856–1935), Ursula Marie Emilie Spengler (1857–1872) und Maria Lenssen geb. Spengler (1863–1922).
Spengler begann, Tuberkulosetherapien zu erproben. Die ersten Versuche mit rotem Veltlinerwein, einem Bett im Kuhstall, wo der Kranke in der ammoniakschwangeren Luft wieder Kräfte schöpfen sollte, misslangen. Spengler setzte auf die Lage des Ortes, rund 1500 Meter über Null.
Er kam zu der Überzeugung, dass das Höhenklima der Gegend vor Tuberkulose schütze und heilend wirke und sorgte für die Verbreitung dieser Auffassung.
Im Februar 1865 erreichten die ersten Winterkurgäste, der Arzt Friedrich August Unger und der Buchhändler Hugo Richter, Davos. Ein Jahr hatten sie erfolglos in Brehmer’s Heilanstalt in Görbersdorf gekurt und waren dann auf Spengler aufmerksam geworden.
Davos war nicht für Wintergäste eingerichtet. Nur im Hotel Strela gab es heizbare Fremdenzimmer. Die neuen Gäste stiegen dort ab und begannen zum Erstaunen der einheimischen Bevölkerung auf improvisierten Pritschen Kur zu machen, wie sie es in Görbersdorf gelernt hatten. Sie wurden von Alexander Spengler betreut und ihr Zustand besserte sich überraschend schnell, was Spenglers Erfahrung bestärkte, dass das Höhenklima von Davos nicht nur im Sommer, sondern auch im Winter eine ungeahnte Heilkraft besitze.

Die Heilung der beiden Görbersdorfer Patienten wurde publik und Spengler konnte schreiben: 

„Im Sommer 1866 befanden sich trotz ungünstiger Weltlage ziemlich viele Lungenkranke in Davos, bei denen schöne Erfolge erzielt wurden; fünfzehn Kranke entschlossen sich, auch den Winter 1866/67 im Tale zu bleiben.“

1867 kam ein besonderer Gast: Willem Jan Holsboer. Er wurde Alexander Spenglers wichtigster Mitstreiter. Holsboer war zur See gefahren, hatte sich zum Kapitän hochgearbeitet, ging später nach London und wurde Banker. 1867 erkrankte seine junge Frau an einem Lungenleiden. Er fuhr mit ihr nach Davos und ließ sie von Alexander Spengler behandeln. Allerdings starb sie noch 20-jährig im selben Jahr. Holsboer blieb in Davos und verlobte sich 1868 mit einer Bauerntochter aus dem Ort. Ihre gemeinsame Tochter sollte später eine von Spenglers Schwiegertöchtern werden…
Hatte der winterliche Kurbetrieb 1865 mit den beiden Deutschen begonnen, so bilanziert das Davoser Wochenblatt am 31. Dezember 1885 bereits 1184 Gäste, darunter 484 Deutsche, 322 Engländer, 92 Schweizer, 84 Holländer, 38 Amerikaner, 35 Franzosen, 29 Russen und 60 Angehörige anderer Nationen. Um die Jahrhundertwende zählt man 600.000 Übernachtungen pro Jahr – aus den Bauernhäusern in Davos-Platz ist ein Weltkurort geworden.

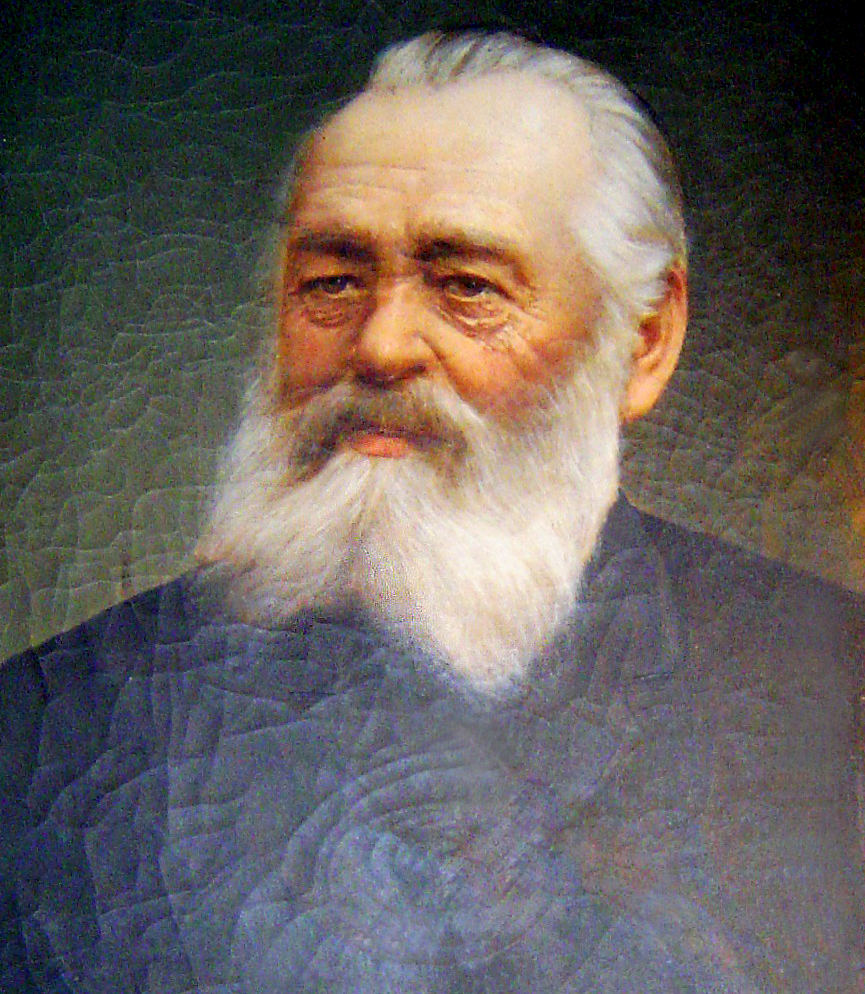
Alexander Spengler Porträt in Öl
Willem Jan Holsboer Porträt in Öl

„Alexander Spengler zog sich um die Jahrhundertwende aus der Praxis zurück; am 11. Januar 1901 starb er im 74. Lebensjahr – „Nestor der Davoser Ärzte“, wie es in den Davoser Blättern huldigend hieß.“

### Curhaus Spengler-Holsboer / Curhaus W. J. Holsboer
Gemeinsam mit Willem Jan Holsboer eröffnete er 1868 in Davos die Kuranstalt Spengler-Holsboer, die erste grössere Einrichtung im Luftkurort Davos, neben kleinen Pensionen, die die Freiluft-Liegekur zur Therapie der Lungentuberkulose nach den Prinzipien Hermann Brehmers und Peter Dettweilers in gemäßigter Form einführte. Sie blühte sofort auf. Es war ursprünglich ein einfacher Berggasthof, der 1871 um einen Quertrakt erweitert wurde.
Holsboer wurde deren Leiter. Vier Jahre später wurde das Kurhaus bei voller Belegung ein Raub der Flammen. Holsboer ließ auf den Grundmauern ein neues, moderneres Haus erbauen, das Curhaus W. J. Holsboer, mit einer großen Glasgalerie auf der Südseite und einem Gesellschaftssaal.
Spengler übernahm wieder die ärztliche Leitung. Von seiner Tätigkeit als Landschaftsarzt hatte er sich zurückgezogen.
Eine Milchhalle stand oberhalb des Hauses. Die Gäste konnten am Morgen dort frische Milch trinken. Mehrere Villen (Villa Germania, Villa Britannia, Villa Wohlgelegen, Villa Helvetia, Villa Piccola) waren als Dependancen mit dem Hauptgebäude oder untereinander durch unterirdische Gänge oder gedeckte Wandelhallen verbunden.
Nach der Erweiterung von 1881 mit einem Konzertsaal und entsprechenden Bühneneinrichtungen wurde das Curhaus das gesellschaftliche Zentrum von Davos. Hier wurden bis in die 1930er Jahre täglich Konzerte gegeben oder Theater gespielt, um den Kranken Abwechslung in den eintönigen Alltag zu bringen. Im Wissen, dass manche Gäste es an einem Ort nicht lange aushalten, wenn ihnen keine geistige Anregung geboten wird, war Holsboer Initiator eines ständigen Kurorchesters, einer fest engagierten Theatergruppe und Organisator vieler Vorträge. Diese Aufgaben übernahm ab 1915 die neu gegründete Kunstgesellschaft Davos. Clara Schumann war im Curhaus-Saal zu Gast. Béla Bartók spielte 1927 in diesem Saal Klavier. Ein Jahr später spielte Albert Einstein am gleichen Ort auf seiner Geige und sprach zur Eröffnung der Davoser Hochschulkurse.

Curhaus W. J. Holsboer 1878
Salon im Curhaus, 1878
Milchhalle oberhalb vom Curhaus, 1878

### Alexanderhaus
Er engagierte sich zeit seines Lebens für die Armen. In den 1860er Jahren gründete er das Komitee zur Unterstützung unbemittelter Lungenkranker. Zu ihrer Pflege zog Spengler seit 1870 Berner Diakonissen heran.
Ende 1882 erfolgte auf Initiative von Alexander Spenglers die Gründung des Diakonissenhauses der evangelischen Kirchgemeinde Davos für unbemittelte Patienten mit freier Arztwahl, das später ihm zu Ehren Alexanderhaus genannt wurde. Das Alexanderhaus und das Schulsanatorium Fridericianum waren in dieser Zeit die einzigen Kurhäuser in Davos mit einer strengen Hausordnung.
Sein Sohn Carl Spengler wurde Leiter des Sanatoriums Alexanderhaus und betrieb Forschungen zu Tuberkulose und Krebs. Die von ihm entwickelten Immunkörperpräparate erwiesen sich als wirkungsvoll.
1889 eröffnete Karl Turban die erste geschlossene Tuberkuloseheilstätte im Hochgebirge, das Sanatorium Turban.

Alexanderhaus um 1883
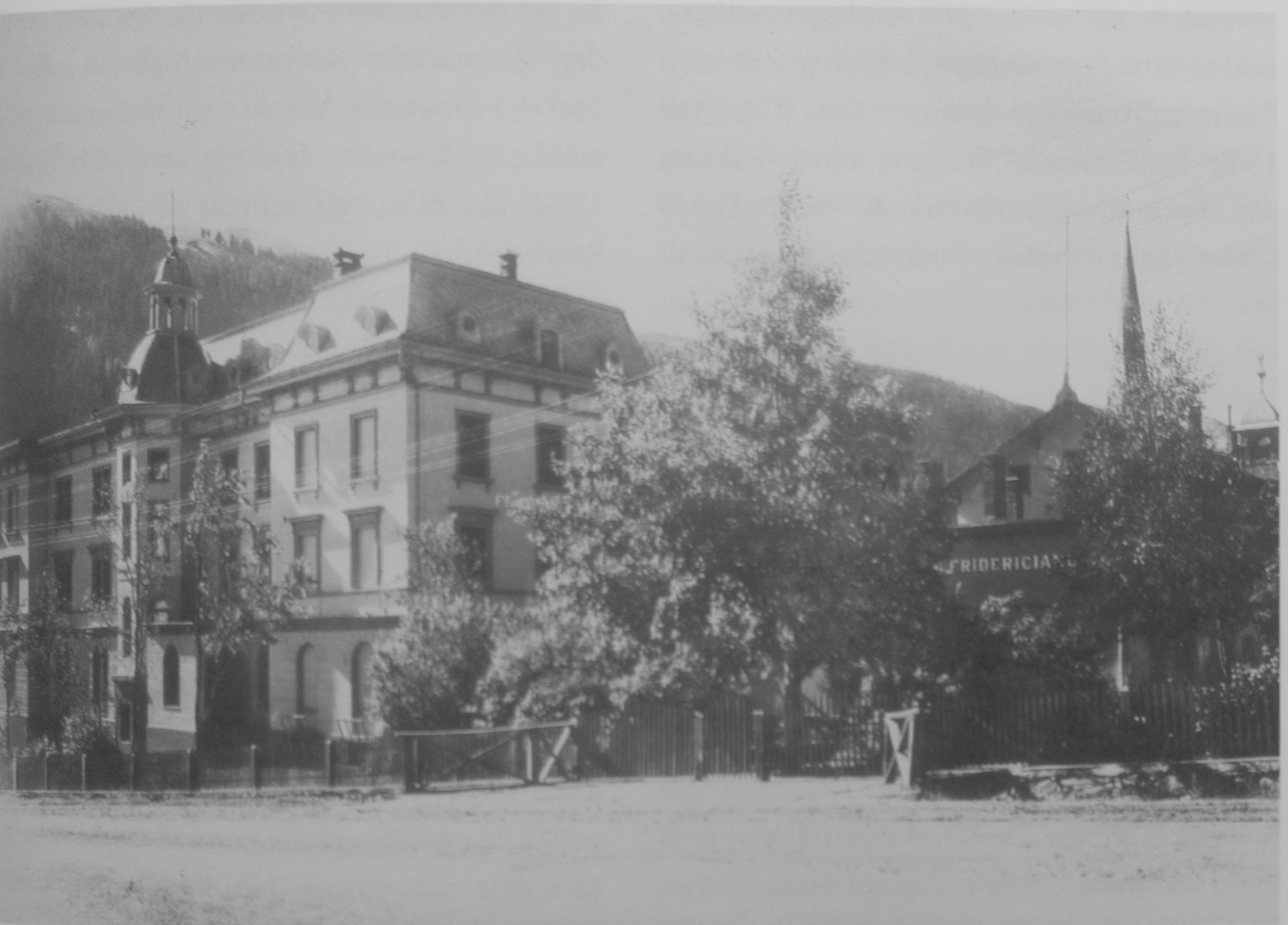
Fridericianum um 1878
Sanatorium Turban, 1906

### Bewegung und Ernährung
Alexander Spengler setzte ähnlich wie Hermann Brehmer in Görbersdorf neben den Liegekuren auch auf Bewegung. Er musste sich sogar gegen den Vorwurf wehren, er wolle die Tuberkulose „nur durch Bergsteigen“ heilen. Als alter Turner und Fechter beharrte er darauf, dass bei aller notwendigen Ruhe auch körperliche Bewegung ein wichtiges Heilmittel sei. Er verordnete Kaltduschen, Milchkuren und eine kernige Ernährung. Dazu gehörte der Veltliner Wein, in Maßen genossen, und Milch mit Cognac. Letzten Endes war für ihn die Tuberkulose eine Ernährungsstörung – so falsch diese Diagnose war, seine Kuren zeigten oft überraschende Erfolge und brachten den Patienten zumindest Linderung. Eine ähnliche Ernährung propagierte auch Peter Dettweiler in Falkenstein.
Spenglers avantgardistische Sportlust ließ ihn auch jenseits der Sanatoriumsräume nicht ruhen. Er besaß, in den 1870er Jahren wohl das erste Paar nordischer Skier in Davos. Diese Skier sind heute im Wintersportmuseum in Davos.
Sommers bestieg er mit seinen Söhnen die Berge rund um den Ort und sorgte dafür, dass Wanderwege angelegt und Bänke aufgestellt wurden.
Englische Gäste brachten das Eislaufen in Mode. Dazu kam das Eishockey: Alexander Spenglers Sohn Carl Spengler stiftete 1922 den internationalen Spengler-Cup für Eishockey mit dem Zweck, „die Jugend der durch den Ersten Weltkrieg verfeindeten Nationen in sportlichen Kontakten wieder zusammenzuführen“. Das Turnier findet jedes Jahr zwischen dem Stephanstag und Silvester im Eisstadion von Davos statt.

## Sanatorium Schatzalp
Der Name Spengler ist auch mit der Schatzalp verbunden. Willem Jan Holsboer plante gemeinsam mit seinen Schwiegersöhnen Lucius Spengler und Eduard Neumann das Luxussanatorium Schatzalp. Mit diesem Bau auf 1865 Metern Höhe sollte etwas noch nie Dagewesenes geschaffen werden. Seiner Zeit weit voraus, wurde auf Schatzalp das erste Flachdach mit Ablauf durch das Hausinnere gebaut. Bodenheizung, fließendes Kalt- und Warmwasser in jedem Zimmer waren weitere Neuerungen. Ein hydraulischer Aufzug, eine meteorologische Station, eine Standseilbahn mit Gleichstromantrieb und elektrisches Licht wurden Standard.
Die Schatzalp wurde wegweisend für spätere Sanatoriumsbauten und war ein bedeutender Schritt zur modernen Architektur des 20. Jahrhunderts.
Lucius Spengler leitete als Chefarzt das Sanatorium Schatzalp bis zu seinem Tode 1923.

### Die Schatzalp im Zauberberg
Im Zauberberg erwähnt Thomas Mann die Schatzalp neunmal. Ein Textbeispiel:
„Am allerhöchsten liegt das Sanatorium Schatzalp dort drüben … Die müssen im Winter ihre Leichen per Bobschlitten herunterbefördern, weil dann die Wege nicht fahrbar sind …“, lässt er Joachim Ziemßen seinem Vetter Hans Castorp erklären.
Zum Blauen Heinrich sagt er: Schon auf der Fahrt vom Bahnhof zum Sanatorium Berghof, wo Hans Castorp seinen kranken Vetter Joachim besucht, darf er einen Blick auf die „flache, geschweifte Flasche aus blauem Glase mit einem Metallverschluß“ werfen. Joachim lässt sie jedoch gleich wieder in seine Manteltasche gleiten, mit den Worten: „Das haben die meisten von uns hier oben. […]. Es hat auch einen Namen bei uns, so einen Spitznamen, ganz fidel.“ Später erfährt Hans Castorp diesen Namen aus dem Mund der ungebildeten Frau Stöhr: „Ganz ohne Überwindung“, so Thomas Mann, „mit störrisch unwissender Miene, brachte sie die fratzenhafte Bezeichnung «Der Blaue Heinrich» über die Lippen.“

Bobbahn von der Schatzalp nach Davos
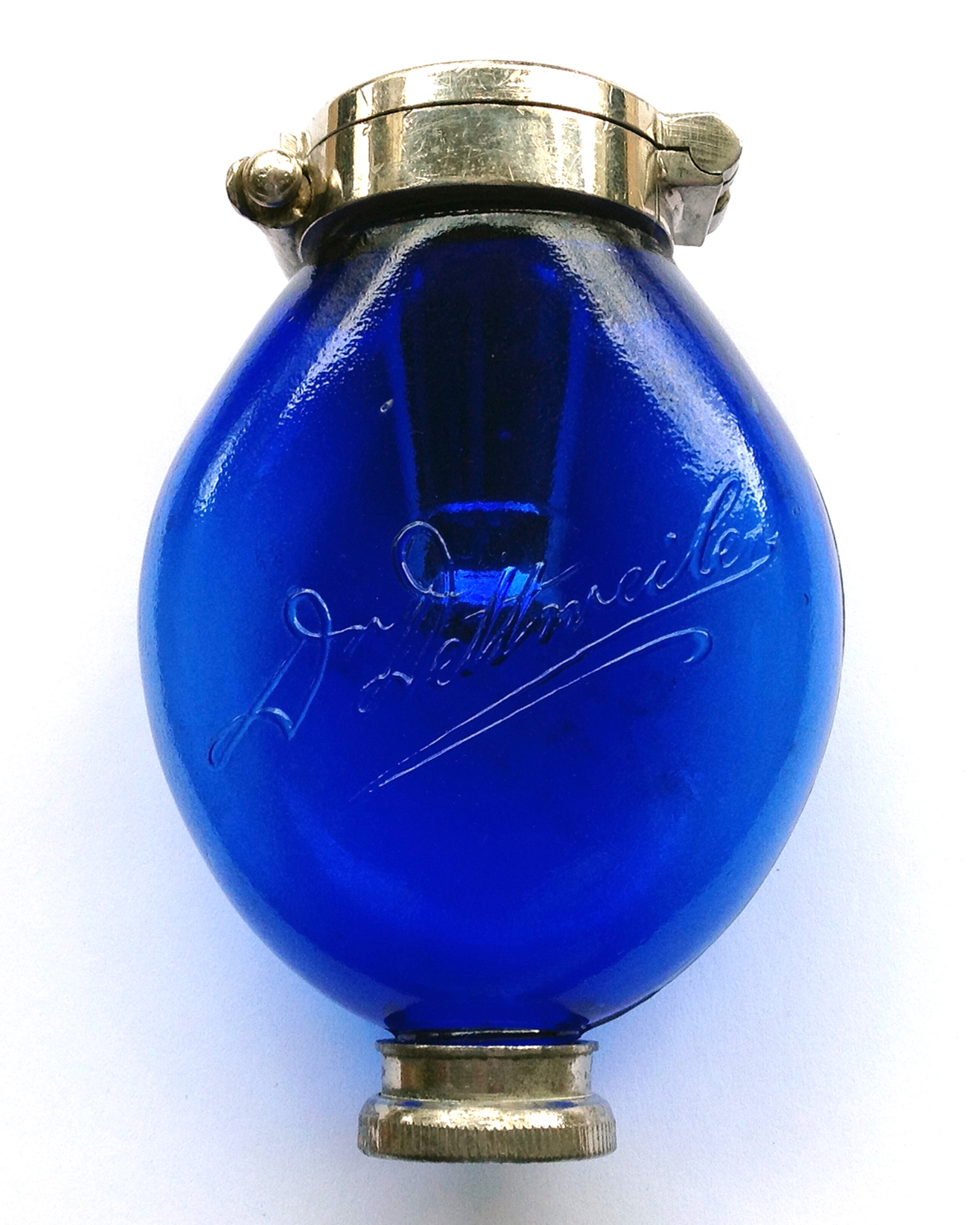
Blauer Heinrich